# Strongylosoma flavicoxis
Strongylosoma flavicoxis är en mångfotingart som beskrevs av Pocock 1894. Strongylosoma flavicoxis ingår i släktet Strongylosoma och familjen orangeridubbelfotingar. Inga underarter finns listade i Catalogue of Life.